# 爵代舞蹈劇場
爵代舞蹈劇場，是2005年創立的台灣舞蹈表演團體，由林志斌和潘鈺楨夫妻所共同創立，以爵士舞和現代舞為舞團的走向，現為中華民國文化部分級獎助團隊

## 國際藝術節參與
2017作品「吶喊（Screaming ）」及「月光（Moonlight）」應邀至美國加州參加2017Front & Main舞蹈藝術節（Front & Main Dance Festival, Temecula 2017），「月光」更榮獲第三大獎。

## 外部連結
- 傅承蕙發表于表演藝術評論台 光與傳統共構古今《古今中外》[]
- http://www.juedai-dt.com/ （页面存档备份，存于）